# P525 Rota
P525 Rota er det sjette og sidste patruljefartøj i Diana-klassen som er bygget til at patruljere i det danske territorialfarvand. Skibet er navngivet efter valkyrien Rota i den nordiske mytologi. Rota er bygget på Faaborg Værft ligesom alle sine søsterskibe. Skibet blev navngivet ved en ceremoni på Marinestation København af Miljøminister, Troels Lund Poulsen. Skibet fungerede desuden som en testplatform for et SCR-katalysatorsystem (Selective Catalytic Reduction) der renser skibets udstødning for nitrogenoxider (NOx). Systemet har været en stor succes og har mindsket udledningen af NOx så markant at man har valgt at efterinstallere systemet på de resterende skibe i klassen.
Skibet er det femte skib der bærer navnet Rota i dansk tjeneste:
- Rota (fregat, 1801-1807)
- Rota (fregat, 1838-1863)
- C1 Rota (undervandsbåd, 1920-1946)
- P538 Rota (bevogtningsfartøj, 1965-1989)
- P525 Rota (patruljefartøj, 2009- )